# Светий Урбан (Штригова)
46°28′ пн. ш. 16°16′ сх. д. / 46.47° пн. ш. 16.26° сх. д.
Светий Урбан (хорв. Sveti Urban) — населений пункт у Хорватії, в Меджимурській жупанії у складі громади Штригова.

## Населення
Населення за даними перепису 2011 року становило 481 осіб.
Динаміка чисельності населення поселення:

## Клімат
Середня річна температура становить 9,84 °C, середня максимальна – 23,70 °C, а середня мінімальна – -6,29 °C. Середня річна кількість опадів – 864 мм.
| Клімат поселення                              | Клімат поселення | Клімат поселення | Клімат поселення | Клімат поселення | Клімат поселення | Клімат поселення | Клімат поселення | Клімат поселення | Клімат поселення | Клімат поселення | Клімат поселення | Клімат поселення | Клімат поселення |
| Показник                                      | Січ.             | Лют.             | Бер.             | Квіт.            | Трав.            | Черв.            | Лип.             | Серп.            | Вер.             | Жовт.            | Лист.            | Груд.            |                  |
| Середній максимум, °C                         | 5,08             | 6,99             | 11,39            | 15,59            | 20,64            | 23,70            | 23,55            | 23,05            | 19,04            | 13,85            | 8,29             | 4,21             |                  |
| Середня температура, °C                       | −0,61            | 1,30             | 5,70             | 9,90             | 14,94            | 18,01            | 19,71            | 19,19            | 15,18            | 9,99             | 4,40             | 0,32             |                  |
| Середній мінімум, °C                          | −6,29            | −4,39            | 0,02             | 4,20             | 9,25             | 12,30            | 15,84            | 15,33            | 11,31            | 6,10             | 0,57             | −3,52            |                  |
| Норма опадів, мм                              | 40               | 44               | 58               | 67               | 75               | 98               | 95               | 90               | 82               | 78               | 78               | 59               |                  |
| Середньомісячна швидкість вітру, м/с          | 1.90             | 2.10             | 2.50             | 2.50             | 2.40             | 2.10             | 2.01             | 1.80             | 1.81             | 1.90             | 2.00             | 2.00             |                  |
| Середньомісячна сонячна радіація, кДж/м²·день | 4024             | 6759             | 10531            | 14893            | 18921            | 20754            | 21297            | 18534            | 13717            | 8581             | 4480             | 3249             |                  |
| --------------------------------------------- | ---------------- | ---------------- | ---------------- | ---------------- | ---------------- | ---------------- | ---------------- | ---------------- | ---------------- | ---------------- | ---------------- | ---------------- | ---------------- |
| Джерело:                                      |                  |                  |                  |                  |                  |                  |                  |                  |                  |                  |                  |                  |                  |